# R.E.M. Beauty
R.E.M. Beauty (stylisée r.e.m. beauty) est une marque de cosmétiques fondée par l'artiste américaine Ariana Grande.

## Historique
En août 2021, plusieurs panneaux indiquant « r.e.m. is coming » (en français r.e.m arrive) apparaissent dans le quartier de Times Square à New York. Ariana Grande confirme par la suite qu'il s'agit d'une publicité pour sa futur marque de cosmétique. Cette dernière est officiellement lancée en novembre 2021. Le nom de la marque reprend le titre de la chanson R.E.M. issue du quatrième album de l'artiste américaine, Sweetener. 
La marque est proposée mondialement directement sur son site internet. Physiquement, la distribution varie selon le territoire : elle est distribuée dans les magasins Ulta Beauty aux États-Unis, chez Shoppers Drug Mart / Pharmaprix au Canada et au Québec, dans les boutiques Sephora en Europe, et chez Sephora et Boots au Royaume-Uni,,,.
Lors de son lancement, le développement des produits de la marque, leurs fabrication, ainsi que la communication et le marketing étaient gérés par la société américaine Forma Brands. Néanmoins, quand la société annonce qu'elle est en banqueroute, il est dévoilé que R.E.M. Beauty va racheter ses actifs et le stock existant pour un montant de 15 millions de dollars. À la suite de cela, elle engage Michelle Shigemasa en tant directrice générale et Sarah Schwartz à la direction artistique.
En mai 2023, la marque annonce un investissement stratégique avec la société de conseil en investissement Sandbridge Capital qui l'aidera dans son développement à l'international. Cette investissement comprend également une participation de la société Strand Equity mais également de sociétés qui collaborent avec Grande dans d'autres domaines dont HYBE America, Live Nation Entertainment et Universal Music Group,. 
À la fin de l'année 2023, R.E.M. Beauty est la quatrième marque de produits de beauté fondée par une célébrité la plus lucrative de l'année avec 88,7 millions de dollars de bénéfices, derrière Fenty Beauty (Rihanna), Anomaly Haircare (Priyanka Chopra Jonas) et Kylie Cosmetics (Kylie Jenner).
En fin d'année 2024, la marque collabore avec le studio Universal Pictures pour une gamme inspirée par le film Wicked dans lequel Grande joue le rôle de Glinda. Cette collection est la première collaboration de la marque.